# Voglans
Voglans – miejscowość i gmina we Francji, w regionie Owernia-Rodan-Alpy, w departamencie Sabaudia.
Według danych na rok 1990 gminę zamieszkiwało 1015 osób, a gęstość zaludnienia wynosiła 220 osób/km² (wśród 2880 gmin regionu Rodan-Alpy Voglans plasuje się na 771. miejscu pod względem liczby ludności, natomiast pod względem powierzchni na miejscu 1547.).